# La sconfitta di Trotsky
La sconfitta di Trotsky è un film per la televisione del 1967, diretto da Marco Leto.

## Trama
Il film narra le vicende del rivoluzionario russo Lev Trockij, dalla presa del potere dopo la rivoluzione del 1917 fino alla morte di Lenin, dai contrasti con Stalin fino all'esilio in Messico e infine la morte per mano di un sicario.
Oltre alle parti recitate dai vari attori, sono frequenti le narrazioni storiche fuori campo con delle immagini reali dell'epoca dei fatti.

## Messa in onda televisiva
Il film tv venne trasmesso in prima visione il 6 ottobre 1967 sul Programma Nazionale.